# Bacuri
Bacuri là một đô thị thuộc bang Maranhão, Brasil. Đô thị này có diện tích 788,062 km², dân số năm 2007 là 15662 người, mật độ 19,87 người/km².